# Cadete-K.D.T.
Cadete, que a partir de su número 9 se tituló también K.D.T., fue un tebeo editado por Editorial Mateu en 1959 con 16 números publicados a un tamaño de 26 x 18 cm.

## Contenido
"Cadete" incluyó las siguientes series:
| Años | Números | Título                                | Autoría       | Procedencia           |
| ---- | ------- | ------------------------------------- | ------------- | --------------------- |
| 1959 |         | Los Cepillez                          | Ángel Nadal   | Nueva                 |
| 1959 |         | Micky Capone y su jefe                | Alfonso Cerón | Paseo Infantil (1956) |
| 1959 |         | Renato Zapata, un chico con mala pata | Gin           | Nueva                 |
| 1959 |         | TomHate, turista                      | Alfonso Cerón | Paseo Infantil (1956) |